# Idolmaster: Xenoglossia
Idolmaster: Xenoglossia (アイドルマスター XENOGLOSSIA, Aidorumasutā: XENOGLOSSIA) é uma série de anime para televisão produzida pela Sunrise baseada no jogo THE IDOLM@STER, criado pela Bandai Namco. O anime estreou no Japão em abril de 2007, na Kansai TV e vários outros canais UHF.
Vários membros da Sunrise que estão fazendo Xenoglossia já tinham antes trabalhado em Mai-HiME e Mai-Otome.
Embora a série utilize personagens do jogo THE IDOLM@STER, todas tiveram suas dubladoras alteradas. Modificações também foram efetuadas em suas personalidades.

## Enredo
A história se passa num futuro imaginário, onde os Idolmasters são pilotos dos robôs iDOLS. Os iDOLS são os dez maiores dos vários robôs usados para lutar, sendo que, destes dez, oito são pilotados por estudantes.

## Seiyuu
- Haruka Amami (天海春香, Amami Hakura): Yūka Iguchi
- Yukiho Hagiwara (萩原雪歩, Hagiwara Yukiho): Yui Horie
- Iori Minase (水瀬伊織, Minase Iori): Yukari Tamura
- Yayoi Takatsuki (高槻やよい, Takatsuki Yayoi): Ami Koshimizu
- Makoto Kikuchi (菊地 真, Kikuchi Makoto): Eri Kitamura
- Ritsuko Akizuki (秋月律子, Akizuki Ritsuko): Mai Nakahara
- Azusa Miura (三浦あずさ, Miura Azusa): Tomo Sakurai
- Chihaya Kisaragi (如月千早, Kisaragi Chihaya): Kaori Shimizu
- Ami Futami (双海亜美, Futami Ami): Kaori Nazuka
- Mami Futami (双海真美, Futami Mami): Momoko Saitō
- R.I.F.F.A (リファ): Yukana
- Naze Munakata (宗方名瀬, Munakata Naze): Mamiko Noto
- Naraba Daidō (大道楢馬, Daidō Naraba): Daisuke Ono
- Sorewa Suzuki (鈴木空羽, Suzuki Sorewa): Mikako Takahashi
- Chikako Minamoto (源千佳子, Minamoto Chikako): Naomi Shindō
- Hotaru Yasuhara (安原蛍, Yasuhara Hotaru): Ryōka Yuzuki
- Hibiki Saku (朔響, Saku Hibiki): Takuma Takewaka
- Karasu (カラス): Akira Ishida
- Joseph Shingetsu (ジョセフ・真月, Josefu Shingetsu): Kazuhiro Nakata

## Staff
- Ideia original: Bandai Namco Games (The Idolmaster)
- Planejamento: Sunrise
- Trabalho original: Hajime Yatate
- Direção: Tatsuyuki Nagai
- Roteiro: Jukki Hanada
- Character Design: Hiroshi Takeuchi (Studio Live)
- Mechanical Design (iDOL): Junichi Akutsu (Bee Craft)
- Guest Mechanical Design: Hiroyuki Ōkawa
- Set Design: Tomoyuki Aoki
- Direção de arte: Toshiyuki Tokuda (Studio Easter)
- Escolha de cores: Sayoko Yokoyama
- Direção fotográfica: Hidekatsu Ōishi (Anime Film)
- Edição: Kazuhiko Seki (Seki Editing)
- Música: Tsuneyoshi Saitō
- Diretor de som: Yōta Tsuruoka (Rakuonsha)
- Produção de som: Rakuonsha
- Efeitos sonoros: Mitsuru Kageyama (Fizz Sound Creation)
- Produtor musical: Shunji Inoue (Lantis)
- Músicas de: Tsuneyoshi Saito
- Produção musical: Lantis
- Coordenação musical: Sunrise Music Publishing
- Produtores: Naotake Furusato (Sunrise), Toyota Todoroki (Bandai Visual)
- Produção de: Sunrise, Bandai Visual
- Copyright: (C)2007 SUNRISE INC.・Bandai Visual

## Músicas
Aberturas
Binetsu S.O.S!! (微熱 S.O.S!!)
- Vocal: Miyuki Hashimoto
- Letra : Aki Hata
- Composição : Katsuhiko Kurosu
- Arranjo : Kaoru Ōkubo

Encerramentos
Yūkyū no Tabibito: ~Dear boy (悠久の旅人～Dear boy)
- Vocal: Snow*
- Letra: Saori Kodama
- Composição e arranjo: Hiroyuki Maezawa

## Mangá
A série de mangá é uma adaptação do anime que começou a ser publicada em 26 de fevereiro de 2007, na revista Kadokawa Shoten's Comp Ace, vol. 012.